# Trojmezná hora
Trojmezná hora je přírodní památka ev. č. 450 v okrese Prachatice. Nachází se na Šumavě (Trojmezenská hornatina), při trojmezí státních hranic Česka, Rakouska a Německa, zhruba 5 až 9 km západně od obce Nová Pec. Je součástí NP Šumava, jehož je I. zónou. Důvodem ochrany jsou nejvyšší partie české Šumavy (Plechý 1378 m, Nad Rakouskou loukou 1373 m, Trojmezná 1362 m, Vysoký hřeben 1341 m a Třístoličník 1302 m), horské smrčiny, bukové porosty, kamenná moře, ledovcové Plešné jezero. V ledovcovém karu Plešného jezera s téměř 300 m vysokou jezerní stěnou se vyskytují jedinečná společenstva. Před kůrovcovou kalamitou zde byly rozsáhlé porosty horských smrčin přirozeného charakteru s vtroušeným jeřábem. Na tzv. Rakouské louce v sedle pod Plechým se nachází nejvýše položené vrchoviště na české straně Šumavy.